# Józef Pini

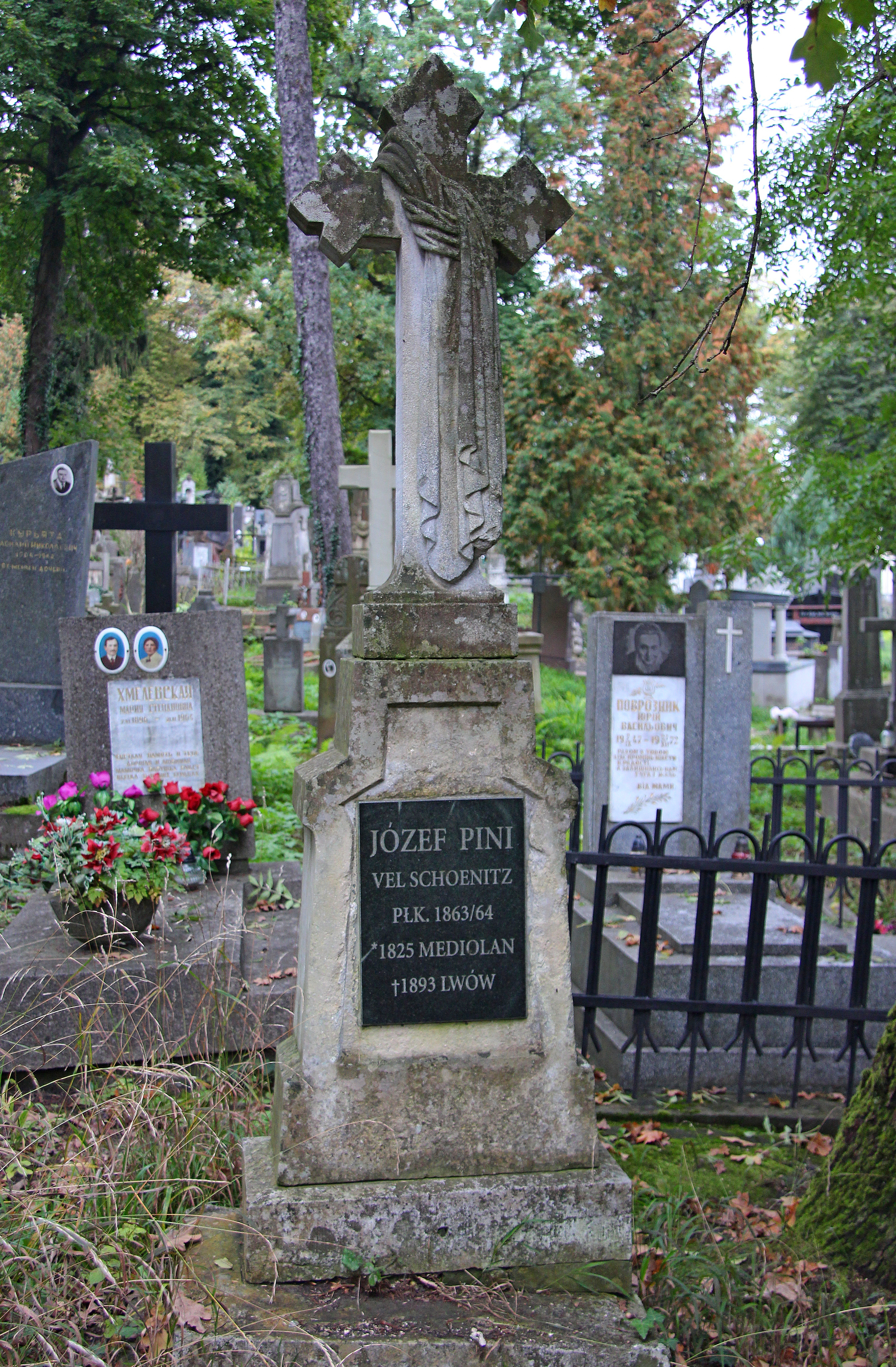
Nagrobek Józefa Pini na Cmentarzu Łyczakowskim

Józef de Pinia Pini (ur. 1825 w Mediolanie, zm. 1893) – podpułkownik wojsk polskich w czasie powstania styczniowego w 1863 r.
Uchodził za człowieka wykształconego, posiadającego wiedzę militarną. Wcześniej walczył w stopniu kapitana w formacjach Legionów Polskich na Węgrzech w latach 1848–1849. Zaliczano go tam do najlepszych oficerów. Od wiosny do lipca 1863 r. był powstańczym naczelnikiem  wojennym 3 powiatów: sieradzkiego, piotrkowskiego i wieluńskiego. W dniu 19 lipca zmienił go na tym stanowisku płk Franciszek Kopernicki, a Pini został szefem sztabu w brygadzie kawalerii gen. Edmunda Taczanowskiego. Był zdolnym organizatorem. Sprowadzał broń, głównie z Wrocławia. Organizował oddziały powstańcze. Dzięki jego staraniom powstały oddziały np. rtm. Władysława Rembowskiego i płk. Antoniego Korotyńskiego. Kontynuował prace płk. Bronisława Rudzkiego.
Uzbroił, umundurował i wyposażył szwadrony brygady gen. Edmunda Taczanowskiego, które organizował w oparciu o powiaty województwa kaliskiego. Uregulował wzajemny stosunek władz powstańczych: wojskowych i cywilnych, ustanowił powstańcze sądy i przy ich pomocy utrzymywał w lojalności wobec powstańczego rządu urzędników i zwykłych obywateli (np. Siemiątkowski - dziedzic Biskupic został ukarany za sprzedanie, wbrew zakazowi, Rosjanom kilku stogów siana).
Po klęsce oddziałów gen. E. Taczanowskiego na polach Nieznanic i Kruszyny, Pini wyjechał za granicę.
Jego grób znajduje się na cmentarzu Łyczakowskim we Lwowie, natomiast symboliczny grób znajduje się na Cmentarzu Starym w Kielcach.